# 최자
최자(Chioza, 본명: 최재호, 1980년 3월 17일 ~ )는 대한민국의 힙합 그룹 다이나믹 듀오의 래퍼이다. 1999년, 클럽 마스터플랜에서 언더그라운드 4인조 힙합 그룹 K.O.D로 활동하였고 같은 해에 절정신운 한아의 앨범에 참여했다. 2000년에 최자, 개코, 커빈으로 구성된 3인조 힙합 그룹 CB 매스의 1집 앨범《나침반》으로 데뷔하였다. 2003년까지 3집 앨범을 발표하며 활동했으나, 멤버 간의 불화 등으로 팀이 해체된 이후에 2004년부터 개코와 함께 2인조 힙합 그룹 다이나믹 듀오를 결성하여 활동 중이다. 2006년 9월, 개코와 함께 음반 기획사 아메바컬쳐를 설립하여 현재 아메바컬쳐에 소속 되어 있다.

## 학력
- 서울신구초등학교 (졸업)
- 신사중학교 (졸업)
- 압구정고등학교 (졸업)
- 세종대학교 호텔경영학과 (학사)

## 음반

### CB MASS (2000년 ~ 2003년)
- 힙합 컴필레이션 앨범 《2000 대한민국》 참여, 〈나침반〉 수록
- 1집 《나침반》 (2000)
- 2집 《Matics》 (2001)
- 3집 《MASSAPPEAL》 (2003)

### 다이나믹 듀오 (2004년 ~ )
- 1집 《Taxi Driver》 (2004)
- 2집 《Double Dynamite》 (2005)
- 영화 《짝패》 O.S.T 참여 - 《도망자》 (Digital Single) (2006)
- 3집 《Enlightened》 (2007)
- 《Lisa Duet Single No.2》 (Digital Single) 참여 (2007)
- 리패키지 《Love is Enlightened》 (Single) (2007)
- 4집 《Last Days》 (2008)
- 싱글 《Ballad for Fallen Soul Part 1》 (2009)
- 5집 《Band Of Dynamic Brothers》 (2009)
- 6집 《DYNAMICDUO 6th DIGILOG 1/2》 (2011)
- 6집 《DYNAMICDUO 6th DIGILOG 2/2》 (2012)
- 7집《LUCKYNUMBERS》 (2013)
- 8집《Grand Carnival》 (2015)
- 《봉제》 (Single) (2018)
- 《북향》 (Single) (2018)
- 《BLUE》 (Single) (2019)
- 9집 《OFF DUTY》 (2019)
- 《SOON》 (Single) (2020)

### 솔로 음반 (2013년 ~ )
- 싱글 《Traveler》 (2013)
- 싱글 《Family》 (2022)
- EP 《재호》 (2022)

### 합작 음반 (2016년 ~ )
- 싱글 《HOBBY》 (2016) (프라이머리와 합동)
- 싱글 《Hit!!!》 (2018) (마닷과 합동)

## 발표곡

### 2002년
- 리쌍(Lee ssang) 2집 - 〈으라차차〉 작사, 랩 참여
- 인세인 디지(Insane Deegie) 1집 - 〈미궁〉 작사, 랩 참여
- Lyn 1집 - 〈new day〉 작사, 랩 참여
- T(윤미래) 3집 - 〈삶의 향기〉 프로듀싱, 작사, 랩 참여
- T(윤미래) 힙합 프로젝트 앨범 - 〈Me we〉 프로듀싱, 랩 참여, 〈rainy day〉 작사, 랩 참여

### 2003년
- CBMASS 3집 《MASSAPPEAL》 - 앨범 프로듀서, 전곡 프로듀싱 및 작사 참여
- 프로젝트 X - 〈삶의 고통〉 작사, 랩 참여
- 브라운아이드 소울(Brown eyed soul) 1집 - 〈Candy〉 프로듀싱, 작사, 랩 참여
- 에픽하이(Epik High) 1집 - 앨범 공동 프로듀서
  - 〈I remember〉, 〈go〉, 〈그녀가 불쌍해〉 프로듀싱, 〈하늘에게 물어봐〉 작사, 랩 참여, 프로듀싱
- 은지원 3집 - 〈미카사로〉 프로듀싱, 작사
- 아소토 유니온(ASOTO UNION) 1집 – 〈Mad Funk Camp All Starz〉 작사, 랩 참여
- 한충완 재발매 앨범 - 〈우리는 하나〉 작사, 랩 참여
- Dj-Honda 3집 (한구 발매반) - 〈nu joint〉 작사, 랩 참여

### 2004년
- Dynamic Duo 1집 《Taxi driver》 - 앨범 프로듀서, 전곡 프로듀싱 및 작사
- 디기리 1집 - 〈0영역의 배틀〉 작사, 랩 참여
- Lisa 1집 〈Tonight〉 작사, 랩 참여
- 드렁큰 타이거(Drunken Tiger) 5집 - 〈고집쟁이〉 프로듀싱, 작사, 랩 참여
  - 〈내인생의 반에반〉 프로듀싱
- 에픽하이(Epik High) 2집 - 〈OPEN M.I.C〉 작사, 랩 참여
- 바비킴(Bobby Kim) 2집 - 〈나같은 남자〉 프로듀싱
  - 〈I'm still here〉 작사, 랩 참여
- Double K(더블 케이) 1집 - 〈눈을 뜨면〉 프로듀싱, 작사, 랩 참여
- 데프콘(Defconn) 2집 - 〈두근두근 레이싱〉 작사, 랩 참여
- G-fla(지플라) 1집 - 〈사랑을 하고싶어〉 프로듀싱, 작사, 랩 참여

### 2005년
- Dynamic Duo 2집 《Double dynamite》 - 앨범 프로듀서, 전곡 프로듀싱 및 작사
- 나얼 리메이크 - 〈sad Café〉, 〈주 여호아는 광대하시도다〉 작사, 랩 참여
- 은지원 4집 - 〈One〉 프로듀싱, 작사, 랩 참여
  - 〈물음표〉 프로듀싱, 작사
- 드렁큰 타이거(Drunken Tiger) 6집 - 〈죽지 않는 영혼〉 프로듀싱
  - 〈소외된 모두 왼발을 한보 앞으로〉랩 참여
- 부가킹즈(Buga Kingz) 1집 - 〈나〉 프로듀싱, 작사, 랩 참여
- 리쌍(Lee ssang) 3집 - 〈화가〉 작사, 랩 참여

### 2006년
- 2006년 독일 월드컵 공식 응원가 수록곡 〈일어나라 한국〉 작사, 랩 참여
- 영화 《짝패》 OST 〈도망자〉 공동 프로듀싱, 작사, 랩 참여,
- 드라마 《불량가족》 OST 〈날 닮은 그대〉 프로듀싱, 작사, 랩 참여
- Tbny 1집 - 〈차렷〉 작사, 랩 참여
  - 〈양면성〉 프로듀싱
- All Black(올 블랙) 싱글 앨범 《holiday》 프로듀싱, 노래 참여
- 싸이 4집 - 〈죽은 시인의 사회〉 프로듀싱, 작사, 랩 참여
- 015B 7집 - 〈너 말이야〉 작사, 랩 참여
- 비 4집 - 〈him & me〉 작사, 랩 참여
- 헤리티지 1집 - 〈믿음의 유산(never come down)〉 프로듀싱, 작사, 랩, 노래참여
- Primary skool 1집 〈작업의 정석〉 작사, 랩 참여

### 2007년
- Dynamic Duo 3집 《Enlightened》 - 앨범 프로듀서, 전곡 프로듀싱 및 작사
- 《Lisa Duet Single No.2 (Digital Single)》 참여
- Dynamic Duo 《Heartbreaker](Single)》 - 앨범 프로듀서, 프로듀싱 및 작사
- Verbal Jint EP 앨범 《Favorite》 - <Favorite> 랩 참여
- 리쌍 4집 - 〈투혼〉 작사, 랩 참여

### 2008년
- Dynamic Duo 4집 《Last Days》 - 앨범 프로듀서, 전곡 프로듀싱 및 작사
- 에픽하이(Epik High) 5집 - <Eight By Eight> 작사, 랩 참여

### 2009년
- Dynamic Duo 싱글 《BALLAD FOR FALLEN SOUL PART1》 - 앨범 프로듀서, 전곡 프로듀싱 및 작사
- Dynamic Duo 5집 《Band of Dynamic Brothers》 - 앨범 프로듀서, 전곡 프로듀싱 및 작사
- 슈프림 팀(Supreme Team) 미니앨범 - <아리따움> 참여
- K.will 1st EP - 〈1초에 한방울〉 작사, 랩 참여
- 리쌍 6집 - 〈Canvas〉 작사, 랩 참여
- Fly To The Sky 8집 - 〈CLOSE TO YOU〉 작사, 랩 참여
- P'Skool - 〈Depart〉 작사, 랩 참여
- Drunken Tiger 8집 - 〈Die Legend 2〉 작사, 랩 참여

### 2010년
- 슈프림팀 1집 - 〈Music〉 작사, 랩 참여

### 2011년
- Dynamic Duo 6집 《DIGILOG 1/2》 - 앨범 프로듀서, 전곡 프로듀싱 및 작사

### 2012년
- Primary 《PRIMARY AND THE MESSENGERS LP》 - 〈물음표〉 작사, 랩 참여
- 손수경 - 〈FLASHBACK〉 작사, 랩 참여
- 박재범 1집 - 〈I Love You〉 작사, 랩 참여
- Beenzino - 〈Nike Shoes〉 작사, 랩 참여
- 용감한 녀석들 1집 - 〈Party People〉 작사 참여

### 2013년
- Dynamic Duo 7집 《Luckynumbers》 - 앨범 프로듀서, 전곡 프로듀싱 및 작사
- 존 박 1집 - 〈Right Here〉 작사

### 2014년
- Dynamic Duo X DJ Premier 디지털 싱글 《A Giant Step》 - 앨범 프로듀서, 전곡 프로듀싱 및 작사
- PHILTRE - 〈Last Scene〉 작사, 랩 참여
- Dynamic Duo 디지털 싱글 《Summer Time (자리비움)》 - 앨범 프로듀서 및 작사

## 음반 외 활동

### 예능
- 2014년 KBS2 《인간의 조건》
- 2016년 tvN 《드림 플레이어》
- 2017년 MBC 《무한도전》 - 위대한 유산
- 2017년 Mnet 《Show Me The Money 6》
- 2018년 KBS2 《1%의 우정》
- 2019년 Mnet 《Show Me The Money 8》 - 방청객 및 특별 심사 위원
- 2019년 MBC 《미스터리 음악쇼 복면가왕》 - 이렇게 하면 가왕 자리 가질 수 있을 거라 생각했어... 가지
- 2019년 ~ 2020년 SBS 《정글의 법칙 in 폰페이》
- 2020년 Mnet 《Show Me The Money 9》
- 2021년 Mnet 《Show Me The Money 10》 - 조광일 가리온 피처링 / +82 프로듀싱
- 2021년 tvN 《놀라운 토요일》 게스트 (177회)
- 2018년 ~ 현재 유튜브 《최자로드》
- 2025년 유튜브 《집대성》

## 수상 내역
- 2004년 대한민국 영상대상 뮤직비디오부문 우수상 수상
- 2006년 SBS 가요대전 힙합부문 수상
- 2006년 제3회 한국대중음악상 최우수 힙합 앨범상수상
- 2007년 제22회 골든디스크상 시상식 힙합상 수상